# Pictichromis porphyrea
Pictichromis porphyrea, thường được gọi là cá đạm bì đỏ tía (tên tiếng Anh: magenta dottyback) là một loài cá biển thuộc chi Pictichromis trong họ Cá đuôi gai. Loài này được mô tả lần đầu tiên vào năm 1974.

## Phân bố và môi trường sống
P. porphyrea phân bố tương đối rộng rãi ở phía tây Thái Bình Dương: từ miền đông Indonesia (Bali đến Tây Papua) và Philippines trải dài về phía đông đến các đảo thuộc nhóm Micronesia và Samoa; phía bắc đến Đài Loan và quần đảo Ryukyu; phía nam tới Fiji và Vanuatu. P. porphyrea được tìm thấy trong các hang động nhỏ trên các rạn san hô hoặc trên những sườn đá ngầm, ở độ sâu khoảng 3 – 65 m.

## Mô tả
P. porphyrea trưởng thành dài khoảng 6 cm. Cơ thể của P. porphyrea chỉ có duy nhất một màu đỏ tía. P. porphyrea có thể được nhìn thấy dưới màu xanh tím khi ánh mặt trời rọi vào chúng. Mống mắt màu xanh dương.
Số ngạnh ở vây lưng: 3; Số vây tia mềm ở vây lưng: 21 - 22; Số ngạnh ở vây hậu môn: 3; Số vây tia mềm ở vây hậu môn: 10 - 12.
Thức ăn của P. porphyrea có lẽ là rong tảo và các sinh vật phù du nhỏ. Chúng thường sống đơn độc hoặc hợp thành các nhóm nhỏ rải rác. P. porphyrea là loài có thể thay đổi giới tính, thường xảy ra theo chu kỳ khoảng 3 tháng một lần.
P. porphyrea được đánh bắt để phục vụ cho ngành thương mại cá cảnh và là một loài cá cảnh phổ biến.